# نسبية لغوية

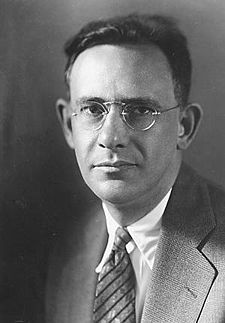

فرضية النسبية اللغوية (بالإنجليزية: Linguistic relativity) هي جزء من النسبوية، المعروفة أيضًا بفرضية سابير وورف أو الوورفانية، كلها تشير لمبدأ تأثير بنية اللغة على رؤية العالم الخاصة بالمتحدث أو على إدراكه، لذا فإن تصورات الأشخاص نسبية تخضع للغتهم المنطوقة.
يُعرَّف المبدأ بواحد من نسختين: الفرضية القوية التي اعتنقها بعض علماء اللسانيات قبل الحرب العالمية الثانية، والفرضية الضعيفة التي اعتنقها علماء اللسانيات حديثو العهد.
- تقول النسخة القوية إن اللغة تحدد الفكر وإن التصنيفات اللغوية تحد من التصنيفات الإدراكية وتحددها.
- تقول النسخة الضعيفة إن التصنيفات اللغوية والاستخدام فقط يؤثران على الفكر والقرارات.

قُبل هذا المبدأ وتخلى عنه علماء اللسانيات في أثناء القرن العشرين، بعد التصورات المتغيرة حول القبول الاجتماعي للآخر، بالأخص بعد الحرب العالمية الثانية. يُنسب أصل الحجج ضد قبول النسبية اللغوية إلى نعوم تشومسكي.

## نظرة عامة

### التسمية
يُعتبر مصطلح «فرضية سابير وورف» اسمًا خاطئًا أطلقه علماء اللسانيات، تتعدد أسباب خطأ هذه التسمية وتشمل: عدم اشتراك إدوارد سابير وبنيامين لي ووورف في تأليف أي عمل أبدًا، ولم ينصوا على أفكارهم في شكل الفرضية. كان التمييز بين النسخة القوية والنسخة الضعيفة من الفرضية اختراعًا لاحقًا، لم يقم سابير ووورف هذه الثنائية على الرغم من صياغة رؤاهم عن مبدأ النسبية في مصطلحات الأقوى والأضعف.

### الأصول
عبَّر مفكرو القرن التاسع عشر عن الفكرة للمرة الأولى بوضوح، مثل فيلهلم فون همبولت، الذي رأى اللغة تعبيرًا عن روح الأمة. اعتنق أعضاء المدرسة الأمريكية لعلم الإنسان في القرن العشرين -برئاسة فرانز بواس وإدوارد سابير وورف- أشكالًا من هذه الفكرة إلى حد ما، ومنها اجتماع عام 1928 للجمعية اللغوية في أمريكا، ولكن كتب سابير بالتحديد مزيدًا ضد الحتمية اللغوية عن كتابته تأييدًا لها. اعتُبر تلميذ سابير (بنيامين لي ووورف) المؤيد الأول للطرح؛ نتيجةً لملاحظاته المنشورة عن تصوره للاختلافات اللغوية وعواقبها على الإدراك والسلوك البشريين. قدم تلميذ آخر من تلاميذ سابير (هاري هوجير) مصطلح «فرضية سابير وورف»، على الرغم من عدم تقديم الباحثين لهذه الفرضية أبدًا. طور عالم اللسانيات الألماني ليو فايزغيربر النسخة القوية من النظرية النسبية منذ أواخر عشرينيات القرن الماضي. أعيدت صياغة مبدأ وورف عن النسبية اللغوية لتكوين فرضية قابلة للاختبار، بجهود روجر براون وإريك لينيبيرغ اللذين أجريا تجارب مصممة للإجابة على سؤال تباين تصورات الألوان بين المتحدثين بلغات تصنف الألوان باختلاف. سقطت أهمية النسبية اللغوية من نظر علماء اللسانيات مع صعود دراسة الطبيعة الشمولية للغة البشرية والإدراك. أظهرت دراسة برينت برلين وباول كاي لعام 1969 وجود قيود دلالية عالمية في مجال اصطلاحات الألوان، واعتُبر ذلك مبطلًا لمزاعم النسبية اللغوية في هذا المجال، ولكن يدحض بعض باحثي النسبية هذا الاستنتاج.

### الفحص المجدد
فحصت مدرسة جديدة عن النسبية اللغوية منذ ثمانينيات القرن العشرين تأثير اختلافات تصنيفات اللغة على الإدراك، ووجدت دعمًا واسعًا للرؤى غير الحتمية للفرضية في السياق التجريبي. ظهر عدد من تأثيرات النسبية اللغوية في العديد من المجالات الدلالية، ولكنها كانت ضعيفة أيضًا. يعتمد أغلب علماء اللسانيات حاليًا رؤية متوازنة عن النسبية اللغوية، تفيد بأن اللغة تؤثر على أنواع معينة من العلميات الإدراكية بطرائق لا يمكن إهمالها، ولكن العمليات الأخرى تنشأ من عوامل اتصالية. ينصب البحث العلمي على استكشاف طرائق تأثير اللغة على الفكر ومدى هذا التأثير. نال مبدأ النسبية اللغوية والعلاقة بين اللغة والفكر اهتمامًا في مختلف الحقول الأكاديمية من الفلسفة إلى علم النفس وعلم الإنسان، وألهمت الأعمال الروائية ولونتها أيضًا، وساهمت في اختراع اللغات المصطنعة.